# Американський інститут гірничих, металургійних і нафтових інженерів
Американський інститут гірничих, металургійних і нафтових інженерів (англ. American Institute of Mining, Metallurgical, and Petroleum Engineers - AIME) — неприбуткова асоціація інженерів гірничої, металургійної та нафтової промисловостей. Асоціація була заснована 1871 року 22 гірничими інженерами у Вілкс-Барре, штат Пенсільванія, і стала одним із перших національних інженерних товариств у США.  Асоціація базується в Сан-Рамон, штат Каліфорнія.

## Історія
Асоціація була заснована 1871 року під назвою Американський інститут гірничих інженерів (AIME). На початку 1915 року інститут налічував понад 5000 членів: почесних, виборних й асоційованих. Після створення Відділу нафти 1922 року, Відділу чавуну та сталі 1928 року та Відділу Інституту металів 1933 року 1957 року асоціацію перейменовано на Американський інститут гірничих, металургійних і нафтових інженерів. З підрозділів було створено три товариства-члени, доповнені до чотирьох 1974 року Товариством чавуну та сталі (ISS). 2004 року останнє об'єдналося з Асоціацією інженерів чорної металургії (AISE), сформувавши Асоціацію технологій чавуну та сталі (AIST), залишаючись членом AIME.

## Статутна діяльність
Статутом асоціації передбачено поширювати знання техніки й наук, пов'язаних із виробництвом і використанням мінералів, металів, джерел енергії та матеріалів на благо людства. Станом на 2021 рік асоціація представляла майже 200 000 найвпливовіших та інноваційних діячів у галузі техніки та науки, фахівців і студентів у всьому світі. До складу асоціації, крім фізичних осіб, входять чотири товариства-члени:
- Товариство гірничої промисловості, металургії та розвідки (SME);
- Товариство мінералів, металів і матеріалів (англ. The Minerals, Metals & Materials Society - TMS);
- Асоціація технологій чавуну та сталі (англ. Association for Iron and Steel Technology - AIST);
- Товариство інженерів-нафтовиків (англ. Society of Petroleum Engineers - SPE).[3]

Діяльність AIME підтримується насамперед прибутком від інвестицій сорока фондів. Ці кошти забезпечують підтримку перспективних програм, включаючи міждисциплінарні проєкти та форуми, нагороди, стипендії та гранти.

## Видавнича діяльність
Товариство гірничої промисловості, металургії та розвідки з 1949 року видає журнал «Mining Engineering».
Товариство гірничої справи, металургії та розвідки видає щомісячний журнал з 1949 року.
Товариство мінералів, металів і матеріалів видає:
- «JOM» з 1949 року;[4]
- «Journal of Electronic Materials»;[5]
- «Metallurgical and Materials Transactions»;[6]
- «Journal of Sustainable Metallurgy»;[7]
- «Integrating Materials and Manufacturing Innovation»;[8]

Товариство інженерів-нафтовиків видає рецензовані журнали, журнали та книги.

## Нагороди
Американський інститут гірничих, металургійних і нафтових інженерів на щорічній конференції присуджує близько 25 нагород. Крім того, товариства-члени також встановлюють і присуджують власні нагороди. Серед них:
- Robert Earll McConnell Award;
- Mineral Economics Award;
- James Douglas Gold Medal;
- Percy Nicholls Award;
- Erskine Ramsay Medal;
- William Lawrence Saunders Gold Medal;
- Champion H. Mathewson Award;
- Benjamin F. Fairless Award for Distinguished Achievement in Iron and Metallurgy;
- Charles F. Rand Memorial Gold Medal;
- Mineral Industry Education Award;
- Hal Williams Hardinge Award;
- Robert H. Richards Award;
- Robert Peele Memorial Award;
- Daniel C. Jackling Award;
- Robert Lansing Hardy Award;
- J.E. Johnson, Jr. Award;
- Anthony F. Lucas Gold Medal.

У складі споріднених товариств (Американське товариство інженерів-механіків, Інститут інженерів з електротехніки та електроніки, Американське товариство інженерів-будівельників, Американський інститут інженерів-хіміків) присуджує медаль Гувера, Вашингтонівську премію, з 2020 року після розпуску Американської асоціації інженерних товариств — медаль Джона Фріца.
AIME підтримує розвиток наступного покоління професіоналів, фінансуючи стипендії як студентам, так і магістрам.